# Landgoed Venwoude

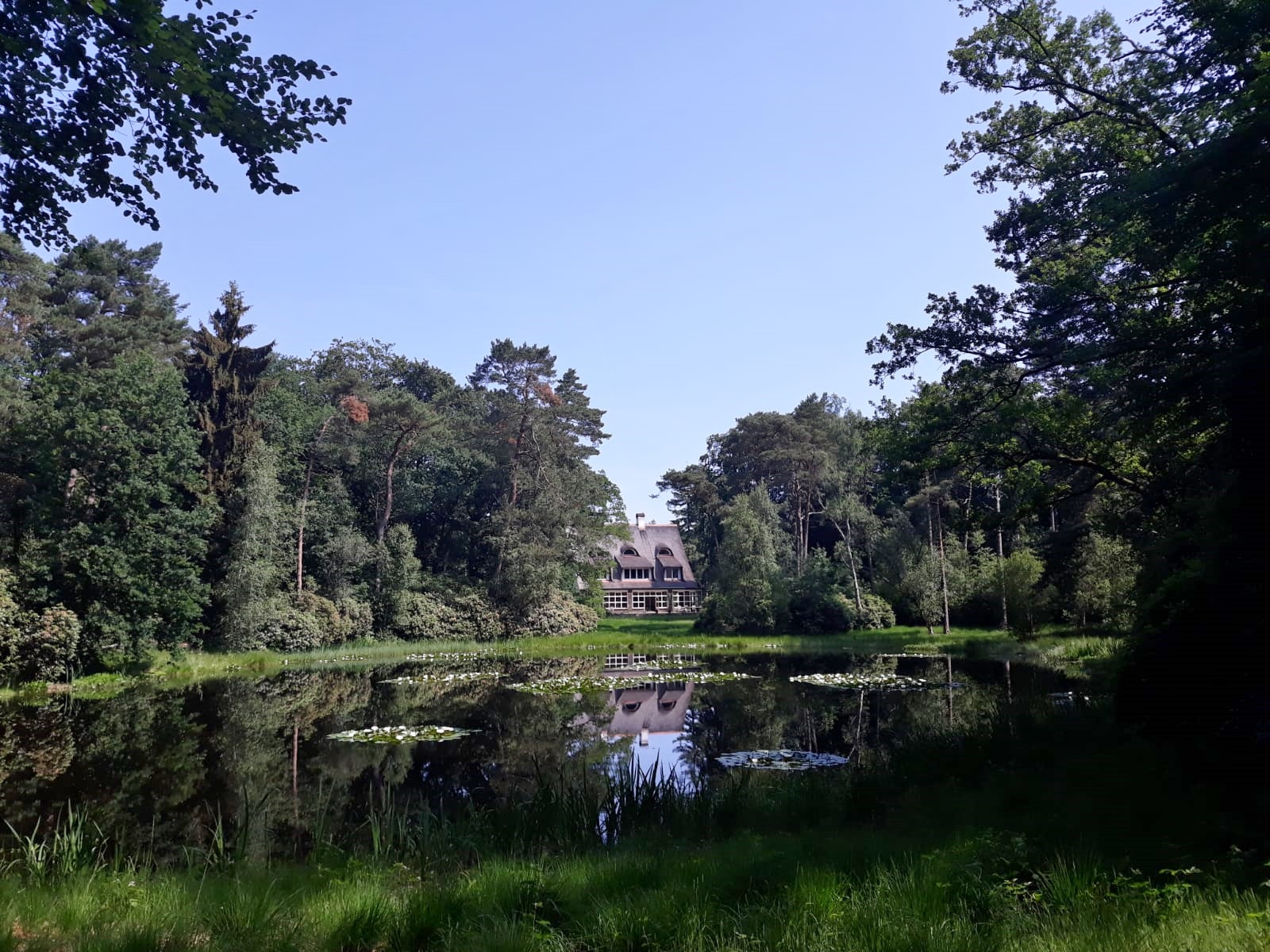
Landgoed Venwoude

Landgoed Venwoude is een landgoed van zestien hectare met villa en andere gebouwen aan de Vuursche Steeg bij het dorp Lage Vuursche in de Nederlandse provincie Utrecht. Het goed ligt tussen Paleis Soestdijk en Kasteel Drakenstein. Hart van het landgoed is een ven, daaraan is de naam Venwoude ontleend. Het landgoed werd na 1965 een centrum voor vorming, training en bezinning. Het is in het kader van de Natuurschoonwet opengesteld voor het publiek.

## Geschiedenis
Ridderhofstad Den Dolder stond eeuwenlang op het latere landgoed. Hij werd in 1835 afgebroken. In 1932 werd het landgoed als zomerverblijf gekocht door Cornelis Sleeswijk en zijn vrouw Theodora van Bosse (1874-1953). In 1965 kwam het in bezit van de Nederlandse Protestantenbond. De Stichting Protestants Vormingscentrum van dominee W. Sangers kreeg het toen in gebruik. Er werd samengewerkt met landgoed De Hoorneboeg bij Hilversum van de Remonstrantse Broederschap.
In 1988 werd door Ted Wilson op het landgoed een leefgemeenschap gesticht die zich bezighield met 'Emotioneel Lichaamswerk'. Nadat Ted Wilson op 25 december 2007 is overleden, werd het centrum gedragen door toegewijde bewoners en de leraren die het gedachtegoed en de trainingen van Venwoude voortzetten. In 2015 is de 'Venwoude Levensschool' opgericht, geheel onafhankelijk van het landgoed Venwoude. In 2021 is de Venwoude Levensschool omgedoopt tot de 'Omega Levensschool'.
In 2023 werd het landgoed overgenomen door de Coöperatie Code49, die het voortzette als centrum voor verbinding. 